# Лекарство против страха (фильм)
«Лекарство против страха» — художественный фильм, детектив по мотивам одноимённого романа братьев Вайнеров. В 1989 году снята вторая экранизация романа «Вход в лабиринт».

## Содержание
Неизвестные преступники, отравив участкового милиционера с помощью новейшего препарата, транквилизатора метапроптизола, похищают у него удостоверение и оружие, с помощью которых начинают грабить «цеховиков». Расследование поручено капитану Тихонову. Он выясняет, что малоизученный препарат ещё не вышел за стены лаборатории и не прошёл необходимую проверку фармкомитета. Конфликт между настоящим изобретателем чудо-лекарства Лыжиным и дельцом от науки Панафидиным позволяет разобраться в том, как оно могло стать орудием преступления в руках бандитов.

## В ролях
- Александр Фатюшин — капитан Станислав Павлович Тихонов
- Георгий Жжёнов — генерал-майор Владимир Иванович Шарапов
- Владимир Седов — капитан Андрей Филиппович Поздняков, участковый инспектор
- Вячеслав Шалевич — профессор Александр Николаевич Панафидин
- Сергей Десницкий — Владимир Константинович Лыжин
- Юрий Гусев — Борис Чебаков, натурщик
- Ольга Науменко — Ольга Ильинична, жена Панафидина, дочь академика
- Александр Вокач — академик Илья Петрович Благолепов
- Елена Легурова — Александрова, лаборантка
- Наталья Назарова — Екатерина Фёдоровна Пачкалина, оператор в газовой котельной
- Юрий Дубровин — Гена, сожитель Пачкалиной
- Георгий Чепчян — Умар Хасанович Рамазанов
- Зинаида Кириенко — Рашида Абасовна, жена Рамазанова
- Готлиб Ронинсон — директор магазина
- Владимир Хотиненко — эпизод
- Елена Максимова — соседка Лыжина
- Радий Афанасьев — Гапонов, алкоголик
- Владимир Приходько — Сарафанов
- Вячеслав Гостинский — бандит
- Владимир Мышкин — оперативник

## Съёмочная группа
- Автор сценария: Аркадий Вайнер, Георгий Вайнер
- Режиссёр: Альберт Мкртчян
- Оператор: Михаил Коропцов
- Композитор: Александр Флярковский, песни на стихи Якова Халецкого
- Исполнитель песен: Леонид Серебренников